# Banhastighet
Banhastighet, farten hos en kropp som rör sig i en omloppsbana. Vid cirkulär rörelse kan banhastigheten uttryckas:
{\displaystyle v={2\pi r \over T}=\omega r,}
där T är tiden det tar att fullborda ett varv och ω är vinkelhastigheten.

## Några exempel
Följande exempel är baserade på approximationen av cirkulära banor.
| System                   | Radie               | Omloppstid     | Fart     |
| ------------------------ | ------------------- | -------------- | -------- |
| Jorden kring solen       | 1 A.U. ~ 150·106 km | 1 år ~ π·107 s | 30 km/s  |
| Månen kring jorden       | 0,4·106 km          | 27,3 dagar     | 1 km/s   |
| Geostationär omloppsbana | 42 000 km           | 23 h 56 min    | 3,1 km/s |